# Мелетий (Карабинис)
Митрополи́т Меле́тий (греч. Μητροπολίτης  Μελέτιος, в миру Иоа́ннис Караби́нис, греч. Ιωάννης Καραμπίνης; 20 декабря 1914, Каламата — 19 апреля 1993, Париж) — епископ Константинопольской православной церкви; митрополит Галльский (1963—1988).

## Биография
В 1937 окончил богословский институт Афинского университета (специализировался на библейской экзегезе).
В 1938 году рукоположен в сан диакона и с 1938 по 1940 года исполнял обязанности помощника правящего архиерея Ксанфийской митрополии.
В 1940 году был пострижен в монахи с именем Мелетий. В том же году рукоположен в сан иеромонаха. До 1941 года служил в должности военного священника. С 1941 по 1944 года был проповедником в Монемвасийской митрополии (Μητροπόλεις Μονεμβασίας και Γυθείου), а с 1944 по 1946 годы вновь исполнял должность военного священника.
В 1946 году был назначен вспомогательным священником собора Святого Стефана в Париже, а в 1950 году назначен настоятелем этого собора.
28 июня 1953 году рукоположен в сан титулярного епископа Ригийского (Επίσκοπος Ρηγίου), викария Фиатирской архиепископии с пребыванием в Париже.
22 октября 1963 год стал первым правящим архиереем новоучреждённой Галльской митрополии на территории Франции, Бельгии, Люксембурга, Испании и Португалии.
23 февраля 1967 года по инициативе митрополита Мелетия, архиепископа Сиракузского Георгия (Тарасова) и митрополита Сурожского Антония (Блума) был основан Межъепископский православный комитет Франции, главной целью которого была координация контактов Православной церкви в этой стране с другими христианскими церквями. В том же году Мелетий вместе с кардиналом Мартином провёл первую встречу между православным и католическим епископами во Франции. Благодаря ему во Франции были учреждены также две смешанные комиссии: одна с римскими католиками, другая с протестантами.
В последние годы своего служения в Галльской митрополии предпринял попытки проповеди православия французам, создав несколько франкоязычных приходов.
9 июня 1988 года по состоянию здоровья ушёл на покой. Скончался 19 апреля 1993 года. Его отпевание состоялось в соборе Святого Стефана в Париже. Митрополит Бельгийский Пантелеимон (Кондояннис) представлял нём Вселенского патриарха Варфоломея и Священный синод Константинопольского патриархата.